# Langfang
Langfang is een stad in de gelijknamige prefectuur tussen de twee stadsprovincies Peking en Tianjin in de noordoostelijke provincie Hebei, Volksrepubliek China.
Bij de volkstelling van 2020 had de stad 886.490 inwoners, de gehele prefectuur had 5.464.087 inwoners.